# Born to Be My Baby
Singles de Bon Jovi
Bad Medicine
(1988) I'll Be There for You
(1989)
Clip vidéo
[vidéo] « Born to Be My Baby », sur YouTube
Born to Be My Baby est une chanson du groupe de rock américain Bon Jovi extraite de leur quatrième album studio, New Jersey, paru le 19 septembre 1988.
Le 24 novembre 1988, environ un mois après la sortie de l'album, la chanson a été publiée en single. C'était le deuxième single tiré de cet album.
La chanson a atteint la 3e place aux États-Unis (dans le Hot 100 du magazine américain Billboard),.